# Savikari (ö i Egentliga Finland, Nystadsregionen)
Savikari är en ö i Finland. Den ligger i Skärgårdshavet och i kommunen Tövsala i den ekonomiska regionen  Nystadsregionen i landskapet Egentliga Finland, i den sydvästra delen av landet. Ön ligger omkring 49 kilometer väster om Åbo och omkring 200 kilometer väster om Helsingfors.
Öns area är 2 hektar och dess största längd är 250 meter i sydöst-nordvästlig riktning.